# Mother Mother
Mother Mother — канадський інді-рок гурт, який був оснований на о. Квадра, зараз базується у Ванкувері (Британська Колумбія). До гурту входять Райан Ґалдемонд (гітара, вокал), Моллі Ґалдемонд (вокал та клавішні), Жасмін Паркін (клавішні та вокал), Алі Сіадат (ударні) та Майк Янг (бас).
У 2005 році вони самостійно видали власний однойменний дебютний альбом, як гурт "Mother". Пізніше вони змінили ім'я на Mother Mother та перевидали цей альбом у 2007 році з новою назвою Touch Up під лейблом Last Gang Records. До цього видання увійшло декілька нових пісень.
Наступний альбом, O My Heart, побачив світ 16 вересня 2008 року; третій альбом, Eureka, вийшов 15 березня 2011 року; четвертий альбом, The Sticks, – 18 вересня 2012 року; найсвіжіший, п'ятий альбом Very Good Bad Thing, вийшов 4 листопада 2014 року (в Америці – 7 квітня 2015 року під лейблом Def Jam Recordings).
Сьомий альбом, Dance and Cry, вийшов 2 листопада 2018 року. Наприкінці 2020 року музика гурту стала вірусною на TikTok, викликавши сплеск стрімів. Восьмий студійний альбом Inside вийшов 25 червня 2021 року на лейблі Warner Brothers Music. 28 січня 2022 група випустила делюкс-версію Inside, що містить 7 нових пісень.

## Історія
Гурт розпочинав у Ванкувері у січні 2005 року, коли гітарист та вокаліст Раян Ґалдемонд відвідував музичну школу та хотів створити гурт, базований на вокально спрямованих поп-піснях. Він запросив свою сестру Моллі разом з її подругою по колелджу Деброю-Джин Крілмен, приєднатись до свого вокалу для його власних пісень, і тріо спочатку було акустичним, аж поки до них не долучились ударник Кентон Лоуен та басист Джеремі Пейдж.

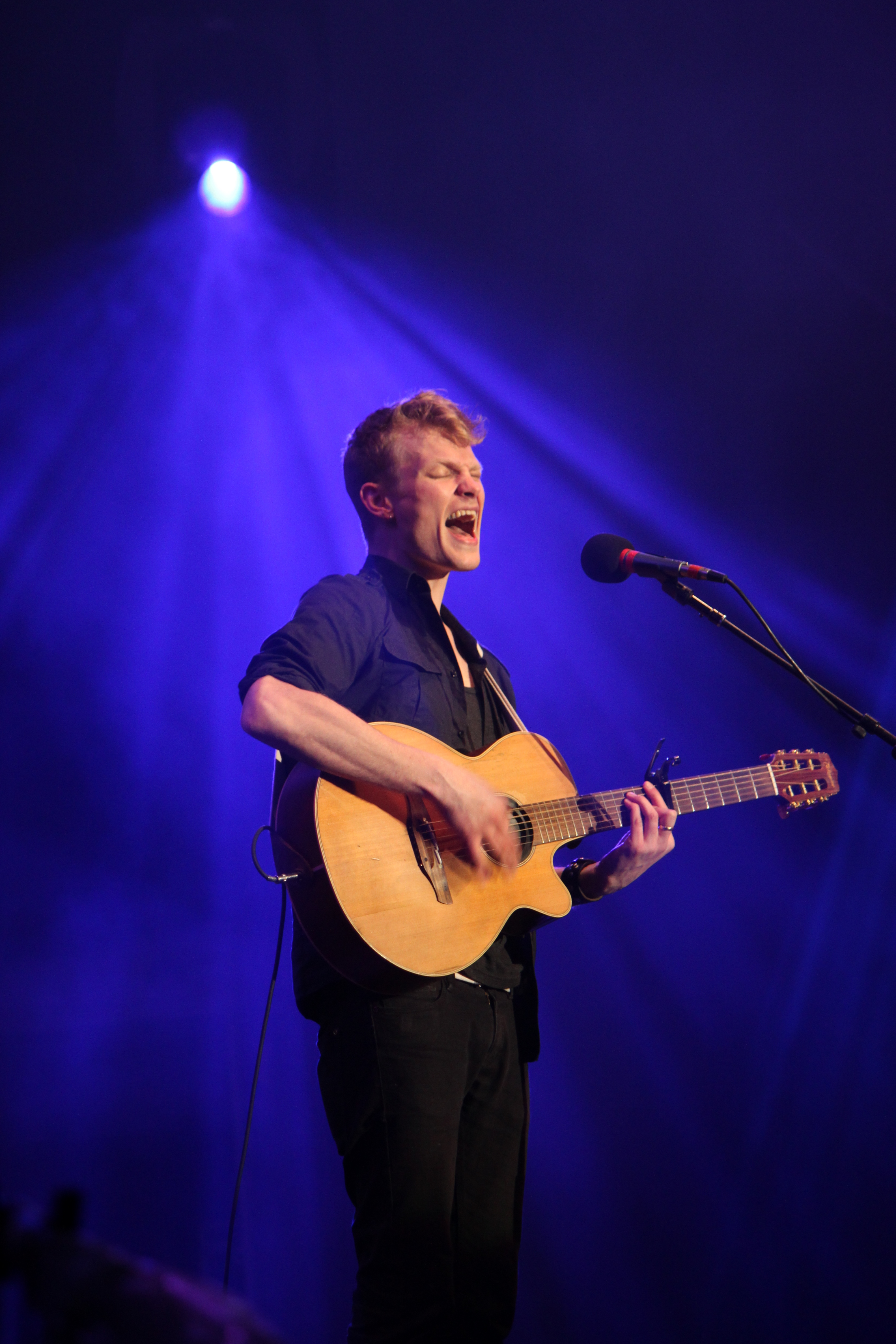
Раян Ґалдемонд

П'ятеро членів почали грати під назвою Mother і восени 2005 року видали самостійний однойменний альбом. Цей дебютний альбом було записано з Говардом Редекоппом, що до того також працював з The New Pornographers та Tegan and Sara. Коли видання Vancouver Province оцінило Mother як один з п'яти найнеобхідніших до прослуховування гуртів Британської Колумбії, вони почали отримувати гучне визнання за їхній перший альбом. Незабаром Mother відкрили національно трансльований концерт K'naan та The Wailin' Jennys. Влітку 2006 року гурт зіграв на відкритті концерту австралійського гурту Cat Empire на розпроданому Міжнародному джазовому фестивалі у Ванкувері. Трохи згодом цього ж року гурт вперше зіграв в центральній Канаді на Міжнародному джазовому фестивалі у Монреалі, а також і в Торонто на Дні Канади у Harbourfront Centre 1 липня того ж року.
У жовтні 2006 року після виступу на фестивалі Поп Монреаль Mother зустрілись з Last Gang Records та згодом підписали контракт на чотири альбоми. На той час лейбл заохотив гурт змінити своє ім'я для уникнення проблеми із законом, і тому замість повної зміни ім'я вони вирішилипросто перейменуватись на Mother Mother. 20 лютого 2007 року гурт перевидав свій дебютний альбом під новою назвою, перейменувавши також і альбом на Touch Up, змінивши його дизайн та додавши до нього дві нових пісні.
Гурт видав свій другий альбом, O My Heart, у 2008 році. У грудні того ж року було оголошено, що Дебра-Джин Крілман вийшла зі складу гурту; 26 січня 2009 року гурт анонсував появу нової вокалістки/клавішниці Жасмін Паркін.
Третій альбом, Eureka, вийшов 15 березня 2011 року. Головний сингл альбому, "The Stand", увійшов до чарту Canada Singles Top 100 у травні 2011 року та досяг своєї найвищої точки того тижня на 76 місці. Цей альбом спонукав оглядача щоденного видання Toronto Star описати гурт як такий, що "еволюціонує в орекстрову співзвучність та натхненні хіп-хопом рок-балади так ніби Адам Ламберт приєднався до The Dirty Projectors".
9 січня 2012 року Крафт Фудз випустила ряд рекламних теле-роликів у супроводі пісні "Bright Idea".
Четвертий альбом Mother Mother, The Sticks, було видано 18 вересня 2012 року. Він містив 14 треків та був співпродюсований фронтменом гурту Раяном Ґалдемондом та продюсером Беном Капланом. Перший сингл, "Let's Fall In Love", вийшов 17 липня.
У 2014 році гурт підписав контракт з лейблом Universal Music Canada на п'ятий альбом, Very Good Bad Thing, який видали 4 листопада 2014 року. Перший сингл цього альбому, "Get Out The Way", було видано 15 липня 2014 року.

## Члени
Раян Ґалдемонд – гітара та вокал;
Моллі Ґалдемонд – синтезатор та вокал;
Жасмін Паркін – клавішні та вокал;
Майк Янг – бас;
Алі Сіадат – ударні.

## Дискографія

### Студійні альбоми
| Touch Up                                     | - Видано: 27 лютого 2007 року - Лейбл: Last Gang Records                       | —  |
| O My Heart                                   | - Видано: 16 вересня 2008 року - Лейбл: Last Gang Records                      | —  |
| Eureka                                       | - Видано: 15 березня 2011 року - Лейбл: Last Gang Records                      | 8  |
| The Sticks                                   | - Видано: 18 вересня 2012 року - Лейбл: Last Gang Records                      | 11 |
| Very Good Bad Thing                          | - Видано: 4 листопада 2014 року - Лейбл: Island Records/Universal Music Canada | 4  |
| No Culture                                   | - Видано: 10 лютого 2017 року - Лейбл: Island Records/Universal Music Canada   | 7  |
| Dance and Cry                                | - Видано: 2 листопада 2018 року - Лейбл: Universal Music Canada                | 53 |
| Inside                                       | - Видано: 25 червня 2021 року - Лейбл: Warner Music Canada                     | 68 |
| Grief Chapter                                | - Видано: 16 лютого 2024 року - Лейбл: Warner Music Canada                     | —  |
| Nostalgia                                    | - Видано: 6 червня 2025 року - Лейбл: Warner Music Canada, Parlophone          | —  |
| "—" позначає реліз, що не потрапив до чартів |                                                                                |    |

## Live альбоми
| Назва                            | Деталі |
| -------------------------------- | --- |
| Live Off The Floor               | - Видано: 4 лютого 2005 року - Лейбл: CBC Studio One - Формат: Цифрове завантаження                          |
| iTunes Live From Montreal        | - Видано: 8 листопада 2008 року - Лейбл: Last Gang Records - Формат: Цифрове завантаження                    |
| No Culture (Live Sessions)       | - Видано: 7 липня 2017 року - Лейбл: Island Records, Universal Music Canada - Формат: Цифрове завантаження   |
| O My Heart (Live Sessions)       | - Видано: 20 квітня 2018 року - Лейбл: Island Records, Universal Music Canada - Формат: Цифрове завантаження |
| Live from Santiago de Compostela | - Видано: 14 жовтня 2022 року - Лейбл: Warner Music Canada - Формат: Цифрове завантаження                    |

### Сингли
| 2008                                         | "O My Heart"         | —  | 24 | —  | O My Heart          |
| 2009                                         | "Body of Years"      | —  | 12 | —  | O My Heart          |
| 2009                                         | "Hayloft"            | —  | 43 | —  | O My Heart          |
| 2011                                         | "The Stand"          | 76 | 3  | 48 | Eureka              |
| 2011                                         | "Baby Don't Dance"   | —  | 11 | —  | Eureka              |
| 2011                                         | "Simply Simple"      | —  | 20 | —  | Eureka              |
| 2012                                         | "Let's Fall In Love" | —  | 3  | 35 | The Sticks          |
| 2012                                         | "Bit By Bit"         | —  | 4  | 49 | The Sticks          |
| 2013                                         | "Infinitesimal"      | —  | 12 | —  | The Sticks          |
| 2014                                         | "Get Out The Way"    | —  | 9  | —  | Very Good Bad Thing |
| 2014                                         | "Monkey Tree"        | —  | 9  | —  | Very Good Bad Thing |
| 2015                                         | "Modern Love"        | —  | 18 | —  | Very Good Bad Thing |
| "—" позначає реліз, що не потрапив до чартів |                      |    |    |    |                     |

## Відеографія
- "Touch Up" (2007)
- "O My Heart" (2008)
- "Body Of Years" (2009)
- "Hayloft" (2009)
- "The Stand" (2011)
- "Baby Don't Dance" (2011)
- "Let's Fall in Love" (2012)
- “Little Pistol” (2012)
- “Dread In My Heart” (2012)
- “Waiting For The World To End” (2012)
- “To The Wild” (2012)
- “The Sticks” (2012)
- “Love It Dissipates” (2012)
- "Bit By Bit" (2012)
- “Infinitesimal” (2013)
- "Get Out The Way" (2014)
- "Monkey Tree" (2014)
- "Modern Love" (2015)
- “The Drugs” (2016)
- “Love Stuck” (2017)
- “Get Up” (2018)
- “It’s Alright” (2019)
- “Stay Behind” (2021)
- “I Got Love” (2021)
- “Forgotten Souls” (2021)
- “Pure Love” (2021”
- “Sick Of The Silence” (2021)
- “The Knack” (2021)
- “Weep” (2021)
- “Life” (2021)
- “Hayloft 2” (2022)
- “Normalize” (2023)
- “The Matrix” (2023)
- “Explode!” (2024)
- “FINGER” (2025)
- “ON AND ON (Song For Jasmin)” (2025)

## Кавери
- Nickel Creek: A Dotted Line (п'ятий трек)

## Зовнішні посилання
- Офіційна вебсторінка [Архівовано 11 липня 2016 у Wayback Machine.]
- Mother Mother [Архівовано 6 серпня 2016 у Wayback Machine.] у Твіттері